# Баяновка (посёлок)
Баяновка — посёлок в Североуральском муниципальном округе Свердловской области России.

## Географическое положение
Посёлок Баяновка расположен в 12 километрах по прямой и в 14 километрах по дорогам к западу от города Североуральска, на левом берегу реки Колонги (левого притока реки Вагран, бассейн реки Сосьвы), выше устья правого и левого притоков — рек Золотушки и Баяновки. В 6 километрах на запад-юго-запад от посёлка расположена гора Кумба высотой в 921,1 метра над уровнем моря.

## История посёлка
Название посёлка, вероятно, происходит от русского слова «баян», «баюн» — говорун, рассказчик, любитель баек.
В 1752 году Г. Н. Постниковым было открыто Баяновское месторождение железных руд. В 1914 году был основан сам посёлок горняков и лесозаготовителей при строительстве ветки Вагран (Бокситы) — Баяновка Богословско-Сосьвинской железной дороги.
В 1941 году спецпоселение Баяновка было 8-м спецпоселением по численности спецпоселением Серовского района из 46 и первым по численности спецпоселением, относящимся к хозорганизации Серовлесдревмет, из 24. Здесь проживали 873 спецпереселенца, в Покровске таких было 366 человек.
В настоящее время железнодорожное сообщение действует до станции Покровск-Уральский.

## Население
| 2002 | 2010 |
| ---- | ---- |
| 800  | ↘437 |

Структура
По данным Всероссийской переписи населения 2002 года, национальный состав Баяновки следующий: русские — 88 %, татары — 3 %, немцы — 3 %. По данным переписи населения 2010 года, в посёлке проживало 200 мужчин и 237 женщин.